# Atan (Armenia)
Atan – wieś w Armenii, w prowincji Lorri. W 2011 roku liczyła 281 mieszkańców.